# 新亞歷山德里夫卡 (蘇梅區)
50°40′7″N 35°16′0″E / 50.66861°N 35.26667°E
新亞歷山德里夫卡（烏克蘭語：Новоолександрівка）是位於烏克蘭東北部的村莊，由蘇梅州蘇梅區的克拉斯諾皮利亞市鎮負責管轄。該村處於波日尼亞河畔，距離梅澤尼夫卡3.5公里，海拔高度165米，2001年人口218。